# Глума
Глума је психички процес деловања појединца на сопствене карактерне особине да би искрено одговорио на задате имагинарне околности. Глумци или глумице су особе запослене у позоришту, телевизији, филму или било којем другом приповедачком медију, који казују причу кроз лик и кроз изговарање или певање писаног текста. Глума се може ослањати и на говор тела, па текст и вербална комуникација нису увек нужни.
Глума је и назив који користимо за скуп глумачких вештина помоћу којих глумац обликује лик у неком сценском делу.
Већина раних извора на Западу који истражују уметност глуме (Грчки: ὑπόκρισις, hypokrisis) разматрају је као део реторике.

## Систем глуме
Суштина глуме је потиснути себе да би могли постати неко други. Свест о томе да убеђења граде карактер, као и сећање на време када нису имали изграђен карактер глумцима помаже да схвате да се најпре морају психички вратити у своје детињство и почети да размишљају као деца. По способности да се врати у такво стање мери се квалитет глумца, неки од највећих глумаца који су глумили крајње тешке драмске улоге у ствари су омиљени дечји глумци. Из тог стања глумац полако почиње прихватати карактер лика који треба тумачити. Предрасуде и убеђења лика некада су видљива из самога текста где лик истиче своје идеале, док се у другим случајевима карактер поприма уживљавањем у сваку мисао исказану у тексту, мозаик мисли се склапа и добија се карактер. Једна од највећих грешака у размишљању глумца почетника јесте да је глума, нарочито позоришна посвећена публици. Публика је у ствари извор енергије коју глумац прихвата док је на сцени, каналише је током интеракције на подијуму и враћа публици. Најбољи начин да публика схвати поруку сцене јесте да преузме вибрације које су прошле кроз интеракцију ликова. Глума се у ствари игра за интеракцију. Интеракција глуме зрачи у свим правцима и помаже да свако осети оно што је осећао писац током писања дела.

## Биографије и аудиције
Глумци и глумице морају да направе биографију када се пријављују за улоге. Глумачки животопис се веома разликује од уобичајеног животописа; генерално је краћи, са списковима уместо параграфа, и требало би да има слику главе на полеђини. Понекад резиме садржи и кратак снимак од 30 секунди до 1 минута који приказује способности глумаца, тако да регрутни редитељ може да види претходне представе, ако их има. У биографији глумаца је потребно да се наведу пројекти у којима је особа раније глумила, као што су представе, филмови или емисије, као и посебне вештине и њихове контакт информације.
Аудиција је чин извођења било монолога или стране (редова за један лик) које шаље регрутни режисер. Аудиција подразумева показивање умећа глумца да се представи као друга особа; може трајати само два минута. За позоришне аудиције то може бити дуже од два минута, или могу извести више од једног монолога, јер сваки регрутни режисер може имати различите захтеве за глумце. Глумци би требало да иду на аудиције обучени за улогу, како би регрутном режисеру било лакше да их визуализује као лик. За телевизију или филм морају да прођу кроз више од једне аудиције. Често се глумци позивају на другу аудицију у последњем тренутку, и дају им се текстови истог јутра или претходне ноћи. Аудиција може бити стресан део глуме, посебно ако неко није обучен за аудицију.

## Проба
Проба је процес у којем глумци припремају и вежбају представу, истражујући преокрете сукоба између ликова, тестирајући специфичне радње у сцени и проналазећи средства за преношење одређеног смисла. Неки глумци настављају да увежбавају сцену током целе представе како би сцену задржали свежом у својим мислима и узбудљивом за публику.

## Публика
Познато је да критичка публика са процењивачким гледаоцима изазива стрес код глумца током извођења, (погледајте Бод & Брутен). Бити пред публиком која дели причу чини глумце изузетно рањивим. Шокантно, глумац обично оцењује квалитет свог наступа више од својих гледалаца. Откуцаји срца су генерално увек виши током наступа са публиком у поређењу са пробом, али оно што је занимљиво је да ова публика такође изазива већи квалитет извођења. Једноставно речено, док јавни наступи изазивају изузетно висок ниво стреса код глумаца (више од оних аматерских), стрес заправо побољшава перформансе, подржавајући идеју „позитивног стреса у изазовним ситуацијама“.

## Откуцаји срца
У зависности од тога шта глумац ради, његов или њен број откуцаја срца ће варирати. Ово је начин на који тело реагује на стрес. Пре шоа долази до повећања броја откуцаја срца због анксиозности. Док глуми глумац има појачан осећај изложености што ће повећати извођачку анксиозност и повезано физиолошко узбуђење, као што је број откуцаја срца. Пулс се повећава током представа више него на пробама због повећаног притиска, који се јавља због чињенице да представа има потенцијално већи утицај на каријеру глумца. Након емисије може се видети смањење срчане фреквенције због закључка активности изазивања стреса. Често се откуцаји срца враћају у нормалу након завршетка представе или перформанса; међутим, током аплауза након наступа долази до брзог скока стопе откуцаја срца. То се може видети не само код глумаца већ и код јавних говора и музичара.